# Championnat de France masculin de handball 2021-2022
Navigation
StarLigue 2020-2021 StarLigue 2022-2023
Le championnat de France masculin de handball 2021-2022 est la soixante-dixième édition de cette compétition et la première sous la dénomination de Liqui Moly StarLigue. Il s'agit du plus haut niveau du championnat de France de ce sport.
Seize clubs participent à cette édition de la compétition, les quatorze premiers du précédent championnat ainsi que deux clubs promus de Proligue, le Saran Loiret Handball (Premier de la saison régulière), et le Grand Nancy Métropole Handball (finaliste des plays-offs). 
Le Paris Saint-Germain remporte son neuvième titre de champion, le huitième consécutif. Pour la première fois dans l'histoire du championnat de France, un club a remporté tous ses matchs alors que depuis l'instauration de la poule unique en 1984-1985, seules trois équipes avaient terminé le Championnat invaincues : Gagny en 1987, l'OM-Vitrolles en 1996 et le PSG en 2020 (saison interrompue par le Covid après 18 journées), mais toutes avaient concédé au moins un match nul en chemin. Avec 11 points d'avance sur le deuxième, le HBC Nantes, le PSG améliore également son record qui était de dix longueurs (en 2013 et 2016). Sur le plan individuel, Nikola Karabatic remporte son 14e titre de champion de France.
En bas du classement, les deux clubs promus, le Saran Loiret Handball et le Grand Nancy Métropole Handball, retournent en Proligue.

## Modalités

### Calendrier
Les principales dates du calendrier du championnat sont :
- 10 septembre 2021 : début du championnat, avec le match Paris Saint-Germain contre Istres Provence Handball au stade Pierre-de-Coubertin
- 5 février 2022 : 15e journée et fin des matchs allers,
- 7 juin 2022 : 30e journée et fin du championnat

### Clubs participants
| \| Paris Créteil Aix-en-P. Nîmes Chambéry Montpellier Dunkerque Istres St-Raphaël Nantes Chartres Toulouse Cesson-Sévigné Limoges Saran Nancy \| Localisation des clubs engagés dans le championnat. · Le tenant du titre est en orange, les promus en vert. |
| Paris Créteil Aix-en-P. Nîmes Chambéry Montpellier Dunkerque Istres St-Raphaël Nantes Chartres Toulouse Cesson-Sévigné Limoges Saran Nancy |

Légende des couleurs
- Qualifié pour la Ligue des champions
- Qualifié pour la Ligue européenne
- Promu de Proligue

| Club                                | Classement 2020-2021 | Entraîneur                        | Salle                                              | Capacité théorique | Saisons en D1 |
| ----------------------------------- | -------------------- | --------------------------------- | -------------------------------------------------- | ------------------ | ------------- |
| Paris Saint-Germain Handball        | 1er                  | Raúl González Gutiérrez           | Stade Pierre-de-Coubertin                          | 4 016              | 34e           |
| Montpellier Handball                | 2e                   | Patrice Canayer                   | Sud de France Arena Palais des sports René-Bougnol | 9 000 2 870        | 27e           |
| Handball Club de Nantes             | 3e                   | Alberto Entrerríos                | HArena                                             | 5 902              | 14e           |
| Pays d'Aix Université Club handball | 4e                   | Thierry Anti                      | Aréna du Pays d'Aix                                | 6 004              | 9e            |
| USAM Nîmes Gard                     | 5e                   | Franck Maurice                    | Le Parnasse                                        | 4 191              | 35e           |
| Fenix Toulouse Handball             | 6e                   | Danijel Anđelković                | Palais des sports André-Brouat                     | 3 850              | 26e           |
| Chambéry Savoie Mont Blanc Handball | 7e                   | Érick Mathé                       | Le Phare - Grand Chambéry                          | 4 423              | 28e           |
| Saint-Raphaël Var Handball          | 8e                   | Rareș Fortuneanu                  | Palais des sports Jean-François-Krakowski          | 2 000              | 16e           |
| Limoges Handball                    | 9e                   | Tarik Hayatoune Rastko Stefanovič | Salle Henri-Normand                                | 1 168              | 2e            |
| Dunkerque Handball Grand Littoral   | 10e                  | Patrick Cazal                     | Stades de Flandres                                 | 2 400              | 31e           |
| C' Chartres MHB                     | 11e                  | Toni Gerona                       | Halle Jean-Cochet                                  | 1 200              | 4e            |
| Union sportive de Créteil           | 12e                  | Fernando Barbeito                 | Palais des sports Robert-Oubron                    | 2 398              | 33e           |
| Istres Provence Handball            | 13e                  | Gilles Derot                      | Halle polyvalente                                  | 1 600              | 22e           |
| Cesson Rennes MHB                   | 14e                  | Sébastien Leriche                 | Glaz Arena                                         | 4 500              | 12e           |
| Saran Loiret Handball               | 1er (D2)             | Fabien Courtial                   | Halle du Bois Joly                                 | 950                | 3e            |
| Grand Nancy Métropole Handball      | 2e (D2)              | Benjamin Braux                    | Parc des sports de Vandœuvre Nations               | 1 150              | 1re           |

### Modalités de classement et de qualifications européennes
La Liqui Moly StarLigue est organisée en une poule unique de 16 clubs avec matchs allers - retours. Une équipe marque 2 points pour une victoire, 1 point pour un match nul et 0 point pour une défaite. Le titre de champion de Liqui Moly StarLigue est attribué à l'équipe qui obtient le plus de points à l'issue de la saison. Les 2 équipes les moins bien classées à l'issue de la saison sont reléguées en Proligue. 
En cas d'égalité entre deux ou plusieurs équipes à l'issue de la compétition, leur classement est établi en tenant compte des facteurs suivants :
1. Le nombre de points à l'issue de la compétition dans les rencontres ayant opposé les équipes à égalité entre elles ;
2. La différence entre les buts marqués et les buts encaissés dans les rencontres ayant opposé les équipes à égalité entre elles ;
3. Le plus grand nombre de buts marqués à l'extérieur dans les rencontres ayant opposé les équipes à égalité entre elles ;
4. La différence entre les buts marqués et les buts encaissés sur l'ensemble des rencontres de la compétition ;
5. Le plus grand nombre de buts marqués sur l'ensemble des rencontres de la compétition ;
6. Le plus grand nombre de buts marqués à l'extérieur sur l'ensemble des rencontres de la compétition ;
7. tirage au sort effectué par la Commission d'Organisation des Compétitions.

Conformément au règlement de la Fédération européenne de handball (EHF), la troisième place de la France au Coefficient EHF conduit aux modalités de qualification en coupes d'Europe suivantes pour la saison 2022-2023 :
- Le champion de France est qualifié en Ligue des champions,
- Le deuxième  du championnat ainsi que les vainqueurs de la Coupe de France et de la Coupe de la Ligue sont qualifiés en Ligue européenne. Si le vainqueur de ces coupes est déjà qualifié via le championnat, cette place qualificative est réattribuée au troisième voire au quatrième du championnat.

La Fédération française de handball a la possibilité de déposer un dossier auprès de l'EHF afin de transformer une place en Ligue européenne en une place en Ligue des champions pour un des clubs qualifiés. De même, la FFHB peut proposer à l'EHF le dossier d'un club non qualifié pour obtenir une place en Ligue européenne. L'EHF statue lors d'un comité exécutif sur les équipes qui obtiennent ces surclassements.

## Présentation

### Budgets et salaires
Pour la saison 2021-2022, les budgets et les masses salariales des clubs, exprimée en millions d'euros, sont de :
| Clubs                               | Budgets  | Budgets         | Budgets   | Budgets  | Masse salariale | Masse salariale |
| Clubs                               | 2021-22  | Évolution       | Évolution | 2020-21  | 2021-22         | %               |
| ----------------------------------- | -------- | --------------- | --------- | -------- | --------------- | --------------- |
| Paris Saint-Germain Handball        | 17,81 M€ | en diminution   | -5,6 %    | 18,86 M€ | 9,58 M€         | 53,8 %          |
| Handball Club de Nantes             | 7,85 M€  | en diminution   | -3,7 %    | 8,15 M€  | 3,67 M€         | 42,2 %          |
| Montpellier Handball                | 7,76 M€  | en augmentation | 20,3 %    | 6,45 M€  | 3,27 M€         | 46,8 %          |
| Pays d'Aix Université Club handball | 5,78 M€  | en stagnation   | 0 %       | 5,78 M€  | 2,00 M€         | 34,6 %          |
| USAM Nîmes Gard                     | 5,04 M€  | en stagnation   | 0,6 %     | 5,01 M€  | 2,31 M€         | 45,8 %          |
| Limoges Handball                    | 4,29 M€  | en augmentation | 11,4 %    | 3,85 M€  | 1,91 M€         | 44,6 %          |
| Dunkerque Handball Grand Littoral   | 4,24 M€  | en augmentation | 6,3 %     | 3,99 M€  | 2,02 M€         | 47,7 %          |
| Chambéry Savoie Mont Blanc Handball | 4,03 M€  | en augmentation | 11 %      | 3,63 M€  | 1,85 M€         | 45,9 %          |
| Saint-Raphaël Var Handball          | 4,04 M€  | en augmentation | 3,9 %     | 3,89 M€  | 2,58 M€         | 63,7 %          |
| C' Chartres Métropole handball      | 3,67 M€  | en diminution   | -8,0 %    | 3,99 M€  | 2,01 M€         | 54,6 %          |
| Cesson Rennes Métropole Handball    | 3,64 M€  | en augmentation | 2,5 %     | 3,55 M€  | 1,49 M€         | 41,0 %          |
| Fenix Toulouse Handball             | 3,28 M€  | en diminution   | -1,2 %    | 3,32 M€  | 1,55 M€         | 47,3 %          |
| Grand Nancy Métropole Handball      | 3,24 M€  | en augmentation | 47,9 %    | 2,19 M€  | 1,56 M€         | 48,1 %          |
| Union sportive de Créteil handball  | 3,06 M€  | en augmentation | 4,4 %     | 2,93 M€  | 1,37 M€         | 44,8 %          |
| Istres Provence Handball            | 2,58 M€  | en augmentation | 7,1 %     | 2,41 M€  | 1,42 M€         | 55,0 %          |
| Saran Loiret Handball               | 2,35 M€  | en augmentation | 39,1 %    | 1,69 M€  | 1,17 M€         | 49,7 %          |
| Budget moyen                        | 5,17 M€  | en stagnation   | +0,8 %    | 5,13 M€* | 2,48 M€         | 59,0 %          |
| Budget moyen (hors PSG)             | 4,32 M€  | en augmentation | +2,7 %    | 4,21 M€* | 2,01 M€         | 47,8 %          |

*Les moyennes 2020-2021 sont celles calculées pour la saison 2020-2021, et non pas la moyenne des budgets 2020-2021 des clubs de cette saison.

### Transferts
Les transferts à l'intersaison sont :

### Équipementiers
| Équipementier              | Équipe                            | Durée             | Ref    |
| -------------------------- | --------------------------------- | ----------------- | ------ |
| Craft : 4 équipes          | Dunkerque Handball Grand Littoral | 2019/05 –         | [ 8 ]  |
| Craft : 4 équipes          | Limoges Handball                  | 2020/05 –         | [ 9 ]  |
| Craft : 4 équipes          | Saint-Raphaël Var Handball        | 2019/06 –         | [ 10 ] |
| Craft : 4 équipes          | Fenix Toulouse Handball           | 2020/07 –         | [ 11 ] |
| Erima : 1 équipe           | HBC Nantes                        | 2017/07 – 2023/06 | [ 12 ] |
| Hummel : 2 équipes         | C' Chartres MHB                   | 2020/07 –         | [ 13 ] |
| Hummel : 2 équipes         | US Créteil                        | 2020/06 –         | [ 14 ] |
| Kappa : 2 équipes          | USAM Nîmes Gard                   | 2012 min. –       |        |
| Kappa : 2 équipes          | Saran Loiret Handball             | 2015/08 – 2022/07 | ,      |
| Kempa : 3 équipes          | Cesson Rennes Métropole HB        | 2011 min. –       |        |
| Kempa : 3 équipes          | Istres Provence Handball          | 2014/06 –         | [ 17 ] |
| Kempa : 3 équipes          | Pays d'Aix UC                     | 2012/07 –         |        |
| Mizuno : 1 équipe          | Chambéry Savoie Mont Blanc HB     | 2018/07 – 2024    | [ 18 ] |
| Nike Air Jordan : 1 équipe | Paris Saint-Germain Handball      | 2013/07 –         | ,      |
| Puma : 1 équipe            | Montpellier Handball              | 2018/07 – 2026    | ,      |
| Select : 1 équipe          | Grand Nancy Métropole HB          | 2019/07 –         | [ 23 ] |

## Compétition

### Classement
|    | Équipe                     | Pts | J  | G  | N | P  | Bp   | Bc  | Diff |
| -- | -------------------------- | --- | -- | -- | - | -- | ---- | --- | ---- |
| 1  | Paris Saint-Germain T C    | 60  | 30 | 30 | 0 | 0  | 1103 | 871 | 232  |
| 2  | HBC Nantes L               | 49  | 30 | 24 | 1 | 5  | 965  | 818 | 147  |
| 3  | Pays d'Aix UC              | 44  | 30 | 21 | 2 | 7  | 900  | 840 | 60   |
| 4  | Montpellier Handball       | 41  | 30 | 20 | 1 | 9  | 935  | 859 | 76   |
| 5  | Chambéry SMB HB            | 39  | 30 | 19 | 1 | 10 | 909  | 855 | 54   |
| 6  | USAM Nîmes Gard            | 36  | 30 | 16 | 4 | 10 | 903  | 880 | 23   |
| 7  | Fenix Toulouse             | 32  | 30 | 14 | 4 | 12 | 875  | 891 | -16  |
| 8  | Saint-Raphaël VHB          | 31  | 30 | 14 | 3 | 13 | 910  | 910 | 0    |
| 9  | Cesson Rennes MHB          | 27  | 30 | 12 | 3 | 15 | 817  | 855 | -38  |
| 10 | C' Chartres MHB            | 22  | 30 | 10 | 2 | 18 | 889  | 947 | -58  |
| 11 | US Créteil                 | 21  | 30 | 9  | 3 | 18 | 893  | 932 | -39  |
| 12 | Dunkerque HGL              | 20  | 30 | 10 | 0 | 20 | 791  | 860 | -69  |
| 13 | Limoges Handball           | 18  | 30 | 8  | 2 | 20 | 885  | 952 | -67  |
| 14 | Istres Provence HB         | 17  | 30 | 6  | 5 | 19 | 839  | 922 | -83  |
| 15 | Saran Loiret Handball P    | 12  | 30 | 6  | 0 | 24 | 793  | 905 | -112 |
| 16 | Grand Nancy Métropole HB P | 11  | 30 | 5  | 1 | 24 | 832  | 941 | -109 |

Ligue des champions
- Champion et qualifié
- Invité sur dossier

Ligue européenne
- Qualifié
- Invité sur dossier

Relégation en Proligue
- Relégué

Classement officiel
Abréviations
- T : tenant du titre 2021
- P : promus de Proligue
- C : vainqueur de la Coupe de France
- L : vainqueur de la Coupe de la Ligue

### Matchs
| Résultats (dom.\ext.)                                      | Aix   | CesR  | Cham  | Char  | Crét  | Dunk  | Istr  | Lim   | Montp | Nancy | Nant  | Nîmes | PSG   | St-Ra | Saran | Toul  |
| Pays d'Aix UC                                              |       | 25-24 | 26-26 | 32-28 | 30-26 | 34-21 | 39-29 | 31-29 | 33-36 | 33-27 | 27-27 | 28-27 | 24-35 | 25-29 | 32-26 | 29-31 |
| Cesson Rennes MHB                                          | 28-25 |       | 27-34 | 25-24 | 30-29 | 26-23 | 30-30 | 35-28 | 25-21 | 30-25 | 29-27 | 24-24 | 23-30 | 32-29 | 31-23 | 27-27 |
| Chambéry SMB HB                                            | 30-26 | 31-27 |       | 24-25 | 29-22 | 30-27 | 34-27 | 34-27 | 27-23 | 32-26 | 25-32 | 28-29 | 27-33 | 35-29 | 38-25 | 31-29 |
| C' Chartres MHB                                            | 31-32 | 33-31 | 26-29 |       | 35-29 | 27-26 | 34-30 | 27-25 | 33-37 | 28-27 | 27-33 | 28-34 | 36-40 | 36-33 | 23-30 | 31-33 |
| US Créteil                                                 | 23-29 | 25-31 | 29-31 | 31-30 |       | 34-29 | 28-29 | 32-31 | 30-27 | 39-32 | 31-35 | 36-36 | 32-36 | 32-33 | 32-31 | 35-36 |
| Dunkerque HGL                                              | 29-30 | 29-28 | 25-30 | 33-27 | 25-28 |       | 31-22 | 30-27 | 26-31 | 24-23 | 21-25 | 21-29 | 24-37 | 26-25 | 25-24 | 26-23 |
| Istres Provence HB                                         | 28-30 | 29-28 | 25-32 | 29-29 | 26-26 | 22-30 |       | 27-32 | 23-29 | 32-30 | 28-32 | 29-29 | 28-37 | 26-27 | 27-20 | 27-30 |
| Limoges Handball                                           | 27-33 | 32-29 | 36-33 | 30-32 | 24-32 | 36-29 | 34-38 |       | 29-30 | 31-32 | 23-31 | 36-39 | 30-33 | 25-25 | 32-26 | 26-36 |
| Montpellier Handball                                       | 27-28 | 33-26 | 36-29 | 32-21 | 37-30 | 31-26 | 35-32 | 33-29 |       | 33-27 | 27-29 | 32-29 | 33-34 | 29-29 | 26-22 | 35-32 |
| Grand Nancy Métropole HB                                   | 26-38 | 27-25 | 32-36 | 34-31 | 36-31 | 27-31 | 23-27 | 27-29 | 30-33 |       | 24-32 | 24-28 | 32-37 | 27-32 | 27-29 | 27-29 |
| HBC Nantes                                                 | 25-26 | 31-26 | 38-29 | 40-36 | 30-25 | 29-25 | 36-31 | 27-29 | 34-28 | 37-28 |       | 39-28 | 29-30 | 38-32 | 36-21 | 32-18 |
| USAM Nîmes Gard                                            | 28-29 | 32-28 | 33-28 | 39-34 | 30-26 | 34-23 | 33-31 | 30-28 | 23-33 | 29-29 | 26-34 |       | 25-32 | 23-30 | 31-26 | 25-26 |
| Paris Saint-Germain                                        | 37-32 | 45-22 | 36-29 | 39-25 | 38-33 | 38-30 | 34-25 | 44-29 | 37-33 | 38-26 | 34-28 | 36-31 |       | 42-31 | 40-33 | 43-28 |
| Saint-Raphaël VHB                                          | 24-31 | 28-21 | 30-29 | 32-28 | 33-31 | 29-26 | 31-31 | 38-29 | 36-38 | 35-27 | 27-36 | 31-32 | 33-38 |       | 25-28 | 33-30 |
| Saran Loiret Handball                                      | 27-30 | 22-24 | 24-28 | 26-32 | 25-28 | 28-27 | 29-27 | 33-35 | 18-31 | 30-26 | 28-30 | 25-32 | 27-34 | 30-33 |       | 30-32 |
| Fenix Toulouse                                             | 29-33 | 34-27 | 27-30 | 32-32 | 28-28 | 26-23 | 30-25 | 27-27 | 32-26 | 22-24 | 29-33 | 26-35 | 33-36 | 29-28 | 31-27 |       |
| - Victoire à domicile - Match nul - Victoire à l'extérieur |       |       |       |       |       |       |       |       |       |       |       |       |       |       |       |       |

## Statistiques et récompenses

### Meilleurs buteurs
Au terme du championnat, les meilleurs buteurs sont :
| Rang | Joueur                | Club              | Buts / Tirs | % Tir  | MJ | BPM  | Ch.       | 7m       |
| ---- | --------------------- | ----------------- | ----------- | ------ | -- | ---- | --------- | -------- |
| 1    | Dragan Gajić          | Limoges Handball  | 228 / 296   | 77,0 % | 30 | 7,60 | 146 / 196 | 82 / 100 |
| 2    | Mohammad Sanad        | USAM Nîmes Gard   | 224 / 313   | 71,6 % | 28 | 8,00 | 145 / 207 | 79 / 106 |
| 3    | Raphaël Caucheteux    | Saint-Raphaël VHB | 202 / 263   | 76,8 % | 29 | 6,97 | 113 / 154 | 89 / 109 |
| 4    | Matthieu Ong          | Pays d'Aix UC     | 178 / 227   | 78,4 % | 29 | 6,14 | 95 / 122  | 83 / 105 |
| 5    | Valero Rivera         | HBC Nantes        | 174 / 231   | 75,3 % | 30 | 5,80 | 91 / 134  | 83 / 97  |
| 6    | Théo Avelange Demouge | Dunkerque HGL     | 168 / 220   | 76,4 % | 30 | 5,60 | 95 / 126  | 73 / 94  |
| 7    | Nemanja Ilić          | Fenix Toulouse    | 168 / 223   | 75,3 % | 30 | 5,60 | 92 / 132  | 76 / 91  |
| 8    | Robin Molinié         | Cesson Rennes MHB | 164 / 267   | 61,4 % | 30 | 5,47 | 108 / 193 | 56 / 74  |
| 9    | Vanja Ilić            | C' Chartres MHB   | 155 / 214   | 72,4 % | 29 | 5,34 | 97 / 141  | 58 / 73  |
| 10   | Valentin Aman         | US Créteil        | 151 / 190   | 79,5 % | 29 | 5,21 | 151 / 190 | 0 / 0    |

### Meilleurs gardiens de but
Au terme du championnat, les gardiens de buts (en nombre d'arrêts) sont :
| Rang | Joueur           | Club                | Arrêts / Tirs | % Arr.  | MJ | APM   | Ch.       | 7m      |
| ---- | ---------------- | ------------------- | ------------- | ------- | -- | ----- | --------- | ------- |
| 1    | Nikola Portner   | Chambéry SMB HB     | 351 / 1033    | 33,98 % | 30 | 11,70 | 337 / 944 | 14 / 89 |
| 2    | Jef Lettens      | Fenix Toulouse      | 274 / 854     | 32,08 % | 26 | 10,54 | 259 / 776 | 15 / 78 |
| 3    | Rémi Desbonnet   | USAM Nîmes Gard     | 270 / 880     | 30,68 % | 29 | 9,31  | 262 / 809 | 8 / 71  |
| 4    | Emil Nielsen     | HBC Nantes          | 251 / 751     | 33,42 % | 27 | 9,30  | 238 / 673 | 13 / 78 |
| 5    | Jože Baznik      | Cesson Rennes MHB   | 249 / 779     | 31,96 % | 29 | 8,59  | 228 / 682 | 21 / 97 |
| 6    | Samir Bellahcene | Dunkerque HGL       | 248 / 788     | 31,47 % | 28 | 8,86  | 230 / 708 | 18 / 80 |
| 7    | Arnaud Tabarand  | Istres Provence HB  | 242 / 826     | 29,30 % | 27 | 8,96  | 234 / 775 | 8 / 51  |
| 8    | Dylan Soyez      | US Créteil          | 219 / 780     | 28,08 % | 28 | 7,82  | 201 / 703 | 18 / 77 |
| 9    | Julien Meyer     | C' Chartres MHB     | 215 / 762     | 28,22 % | 28 | 7,68  | 204 / 694 | 11 / 68 |
| 10   | Vincent Gérard   | Paris Saint-Germain | 208 / 639     | 32,55 % | 28 | 7,43  | 186 / 562 | 22 / 77 |

### Élection du joueur du mois
Chaque mois, l'Association des joueurs professionnels de handball (AJPH) désigne trois joueurs parmi lesquels les internautes et un jury d'experts (50% des votes chacun) élisent le meilleur joueur du mois en championnat :
| Mois      | Joueur du mois                            | Autres nommés                            | Autres nommés                                  |
| --------- | ----------------------------------------- | ---------------------------------------- | ---------------------------------------------- |
| Septembre | Emil Nielsen (39,2 %, HBC Nantes)         | Valentin Aman (33,5 %, US Créteil)       | Mohammad Sanad (27,3 %, USAM Nîmes Gard)       |
| Octobre   | Robin Molinié (57,0 %, Cesson Rennes MHB) | Nikola Portner (22,6 %, Chambéry SMB)    | Kamil Syprzak (20,4 %, Paris SG)               |
| Novembre  | Valero Rivera (51,5 %, HBC Nantes)        | Dragan Gajić (? %, Limoges Handball)     | Raphaël Caucheteux (? %, Saint-Raphaël VHB)    |
| Décembre  | Wesley Pardin (71 %, Pays d'Aix UC)       | Benjamin Richert (24 %, Chambéry SMB)    | Nedim Remili (5 %, Paris SG)                   |
| Janvier   | Non décerné (trêve internationale)        | Non décerné (trêve internationale)       | Non décerné (trêve internationale)             |
| Février   | Matthieu Ong (? %, Pays d'Aix UC)         | Aymeric Minne (? %, HBC Nantes)          | Valentin Aman (? %, US Créteil)                |
| Mars      | Valentin Aman (50,8 %, US Créteil)        | Nemanja Ilić (36,8 %, Fenix Toulouse)    | Raphaël Caucheteux (10,6 %, Saint-Raphaël VHB) |
| Avril     | Samir Bellahcene (45,3 %, Dunkerque HGL)  | Mohammad Sanad (28,6 %, USAM Nîmes Gard) | Hugo Descat (26,1 %, Montpellier HB)           |

### Meilleurs handballeurs de la saison
La liste des nommés pour les Trophées LNH 2022 a été dévoilé le 23 mai 2022. Les résultats sont, :
| Portner Ong Syprzak Sanad Molinié Steins Kristjánsson Meilleur joueur : Luc Steins Meilleur espoir : Ian Tarrafeta Meilleur entraîneur : Danijel Anđelković Meilleur défenseur : Karl Konan               |
| Équipe-type du Championnat 2021-2022 |
| · Portner · Ong · Syprzak · Sanad · Molinié · Steins · Kristjánsson Meilleur joueur : Luc Steins Meilleur espoir : Ian Tarrafeta Meilleur entraîneur : Danijel Anđelković Meilleur défenseur : Karl Konan |

| Catégorie                               | Joueur                            | Catégorie              | Joueur                            |
| Meilleur gardien de but                 | Nikola Portner (Chambéry)         | Meilleur défenseur     | Karl Konan (Aix)                  |
| Meilleur gardien de but                 | Vincent Gérard (Paris SG)         | Meilleur défenseur     | Luka Karabatic (Paris SG)         |
| Meilleur gardien de but                 | Emil Nielsen (Nantes)             | Meilleur défenseur     | Dragan Pechmalbec (Nantes)        |
| Meilleur ailier gauche                  | Matthieu Ong (Aix)                | Meilleur ailier droit  | Mohammad Sanad (Nîmes)            |
| Meilleur ailier gauche                  | Raphaël Caucheteux (St-Raphaël)   | Meilleur ailier droit  | Théo Avelange-Demouge (Dunkerque) |
| Meilleur ailier gauche                  | Valero Rivera (Nantes)            | Meilleur ailier droit  | Dragan Gajić (Limoges)            |
| Meilleur arrière gauche                 | Robin Molinié (Cesson)            | Meilleur arrière droit | Kristján Örn Kristjánsson (Aix)   |
| Meilleur arrière gauche                 | Erwin Feuchtmann (Toulouse)       | Meilleur arrière droit | Sergiy Onufriyenko (Chartres)     |
| Meilleur arrière gauche                 | Mikkel Hansen (Paris SG)          | Meilleur arrière droit | Alexandre Tritta (Chambéry)       |
| Meilleur demi-centre                    | Luc Steins (Paris SG)             | Meilleur pivot         | Kamil Syprzak (Paris SG)          |
| Meilleur demi-centre                    | Erik Balenciaga (es) (Toulouse)   | Meilleur pivot         | Valentin Aman (Créteil)           |
| Meilleur demi-centre                    | Aymeric Minne (Nantes)            | Meilleur pivot         | Johannes Marescot (St Raphaël)    |
| Meilleur espoir                         | Ian Tarrafeta (Aix)               | Meilleur entraîneur    | Danijel Anđelković (Toulouse)     |
| Meilleur espoir                         | Arthur Lenne (Montpellier)        | Meilleur entraîneur    | Thierry Anti (Aix)                |
| Meilleur espoir                         | Yoav Lumbroso (Limoges)           | Meilleur entraîneur    | Alberto Entrerríos (Nantes)       |
| Meilleur espoir                         | Antoine Tissot (Chambéry)         | Meilleur entraîneur    | Raúl González (Paris SG)          |
| Meilleur espoir                         | Karl Wallinius (en) (Montpellier) | Meilleur entraîneur    | Sébastien Leriche (Cesson)        |
| Meilleur joueur : Luc Steins (Paris SG) |                                   |                        |                                   |

## Bilan de la saison
| Tableau d'honneur de la saison 2021-2022 |                          |                                                         |
| Compétition                              | Vainqueur                | Commentaire                                             |
| Championnat de France                    | Paris Saint-Germain      | 9e titre                                                |
| Coupe de France                          | Paris Saint-Germain      | 6e victoire                                             |
| Coupe de la Ligue                        | HBC Nantes               | 2e victoire                                             |
| Bilan en coupes d'Europe 2021-2022       |                          |                                                         |
| Compétition                              | Qualifiés                | Commentaire                                             |
| Ligue des champions                      | Paris Saint-Germain      | éliminé en 1/4 de finale                                |
| Ligue des champions                      | Montpellier Handball     | éliminé en 1/4 de finale                                |
| Ligue européenne                         | HBC Nantes               | éliminé en 1/4 de finale                                |
| Ligue européenne                         | USAM Nîmes Gard          | éliminé en 1/8 de finale                                |
| Ligue européenne                         | Fenix Toulouse Handball  | éliminé en 1/8 de finale                                |
| Ligue européenne                         | Pays d'Aix UC            | éliminé en phase de groupes                             |
| Qualifications européennes 2022-2023     |                          |                                                         |
| Compétition                              | Qualifiés                | Commentaire                                             |
| Ligue des champions                      | Paris Saint-Germain      | Champion de France                                      |
| Ligue des champions                      | HBC Nantes               | Vice-champion et vainqueur de la C. de la Ligue, invité |
| Ligue européenne                         | Pays d'Aix UC            | 3e du championnat                                       |
| Ligue européenne                         | Montpellier Handball     | 4e du championnat                                       |
| Ligue européenne                         | Chambéry SMB HB          | 5e du championnat, invité                               |
| Promotions et relégations                |                          |                                                         |
| Relégués en Division 2                   | Saran Loiret Handball    | Retour en D2 après une saison en D1                     |
| Relégués en Division 2                   | Grand Nancy Métropole HB | Retour en D2 après une saison en D1                     |
| Promu : 1er de la saison régulière       | US Ivry                  | Retour en D1 après une saison en D2                     |
| Promu : Vainqueur de la finale           | Sélestat AHB             | Retour en D1 après cinq saisons en D2                   |